# Qingdynastin
Qingdynastin (大清国; Dà Qīng guó) var den sista kejsardynastin som regerade Kina. Qingdynastin grundades 1616 som ”Senare Jindynastin” av Nurhaci, en manchu av klanen Aisin-gioro, men bytte namn till Qingdynastin 1636. Qing ersatte Mingdynastin som Kinas regerande dynasti 1644 och imperiet expanderade militärt och ekonomiskt fram till 1790-talet till ett av världshistoriens största imperier. Under 1800-talet förbyttes detta i inre och yttre oroligheter och Qing störtades genom Xinhairevolutionen 1911 för att efterföljas av Republiken Kina, även om den siste kejsaren abdikerade först i början av 1912 och behöll sin titel till 1924.

## Dynastins grundande
Manchuerna hade redan 1616 grundat ett kungadöme i Manchuriet under namnet ”Senare Jin-dynastin”, en anspelning på Jindynastin (1115–1234), som grundats av machuernas anfäder jurchen. 1620 hade deras kung Nurhaci förklarat sig oberoende och 1633 satt sig i besittning av hela Liaodong. 1629 kom deras strövkårer ända fram till Peking. Han skapade också en militär organisation för jurchen-folket, som senare blev känd som de "Åtta fänikorna" (man: Jakūn gūsa; kin: Baqi). 1612 döpte han om sin klan till Aisin Gioro, vilket sedermera skulle bli Qing-dynastins kejsarhus.
År 1636 ändrade Nurhacis son Hung Taiji namnet på dynastin till Qing-dynastin, på manchuriska Daicing gurun. Åren 1627 och 1636 ledde Hung Taiji två invasioner av Joseondynastins Korea, som tvingades avbryta sina förbindelser med den kinesiska Mingdynastin och istället blev en tributpliktig vasallstat till Qingväldet.
Under det tidiga 1600-talet hamnade Mingdynastin i förfall och svält som orsakade uppror i flera provinser. Rebellhövdingen Li Zicheng intog 1644 Peking, sedan den siste Ming-kejsaren Chongzhen först dödat sina gemåler och döttrar och därefter begått självmord genom att hänga sig i Jingshanparken norr om Förbjudna staden. Li Zicheng lät utropa sig till kejsare, men de framryckande manchuerna tvingade honom snart att fly efter att de, som en följd av slaget om Shanhaiguan, blev insläppta i Kina av general Wu Sangui.

## Den tidiga Qingdynastin
Manchuernas kung Fu-lin antog som kejsare titeln Shunzhi och regerade fram till 1661. Både manchuiska och kinesiska generaler besegrade under de närmaste åren Ming-dynastins anhängare och andra pretendenter. Många Ming-lojalister flydde till ön Taiwan, som åren 1625–1662 varit en nederländsk koloni, men där en sydkinesisk friskarechef Zheng Chenggong (även känd som Koxinga) nu bildade ett eget rike. Ön erövrades dock 1683 och införlivades i Fujian-provinsen.

### Jesuitiskt inflytande
Under de första Qing-kejsarna hade jesuiterna ett relativt stort inflytande. Shunzhi gav den tyske jesuiten Johann Adam Schall von Bell i uppdrag att ombilda den kinesiska kalendern och gjorde honom till ordförande för det astronomiska kollegiet.
Shunzhis son Kangxi (regent 1662–1722), som anses vara en av de främsta av Kinas kejsare, gav flamländaren Ferdinand Verbiest samma ämbete. Kangxi blev så imponerad av  jesuiterna, att han hade en av dem, fransmannen Jean-François Gerbillon, till sin intime vän och oskiljaktige följeslagare och medgav 1692, att den katolska religionen fick fritt utövas i Kina. Jesuiterna gjorde stora insatser för Kinas geografiska genomforskande. 1655 utgav Martino Martini sin Novus atlas sinensis, stödd på kinesiska arbeten, och även det näst följande stora arbetet om Kina, av fransmannen Jean-Baptiste Du Halde (1735), vilade på jesuiternas forskningar. Det viktigaste av deras verk är dock den stora kinesiska kartan. Kangxi hade 1708 lämnat dem i uppdrag att utföra en sådan, och redan 1718 var den färdig. Den omfattar utom Kina även Mongoliet, Manchuriet och Tibet. Den är väsentligen stödd på äldre kinesiska kartarbeten, som jesuiterna sammanknutit genom astronomiska ortbestämningar och mätningar och, där så varit möjligt, rättat. Jesuiterna hamnade dock efter hand i konflikt med franciskaner och dominikaner, vilket ledde till att kejsaren förbjöd kristendomen fullständigt 1723. Dock tilläts även sedermera några jesuiter att stanna kvar i landet, där de användes i flera olika uppdrag.

### Konsolideringen under Kangxi

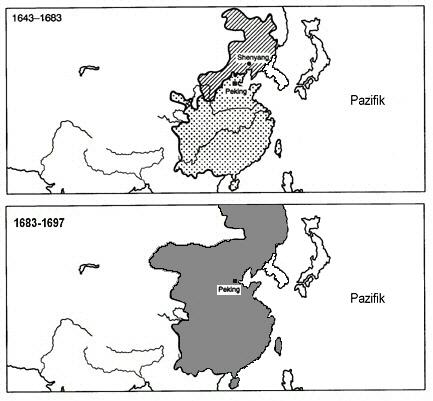
Qing-dynastins erövringar under Kangxi

Under Kangxi förde Kina sitt första krig med Ryssland, vilket slutade genom fördraget i Nertjinsk (1689). Ryssland fick tillåtelse att årligen sända en karavan till Peking dels för handelsändamål, dels för att överbringa den tribut i skänker, som det åtagit sig att erlägga. 1660 fick fransmännen och 1670 engelsmännen rätt att handla på Kina, men de senares handel inskränktes 1693 till Guangzhou.
Kangxi sammanhöll med kraft sitt rike. Genom en väl ordnad kurirpost möjliggjordes en stark centralisering av förvaltningen. Han var även stor gynnare av kinesiska litteraturen, förberedde den stora encyklopedin Gujin Tushu Jicheng i 5 020 band (utkom 1725), och han utgav Det heliga ediktet, med etiska och politiska regler.

## Yongzheng-kejsarens statsbygge

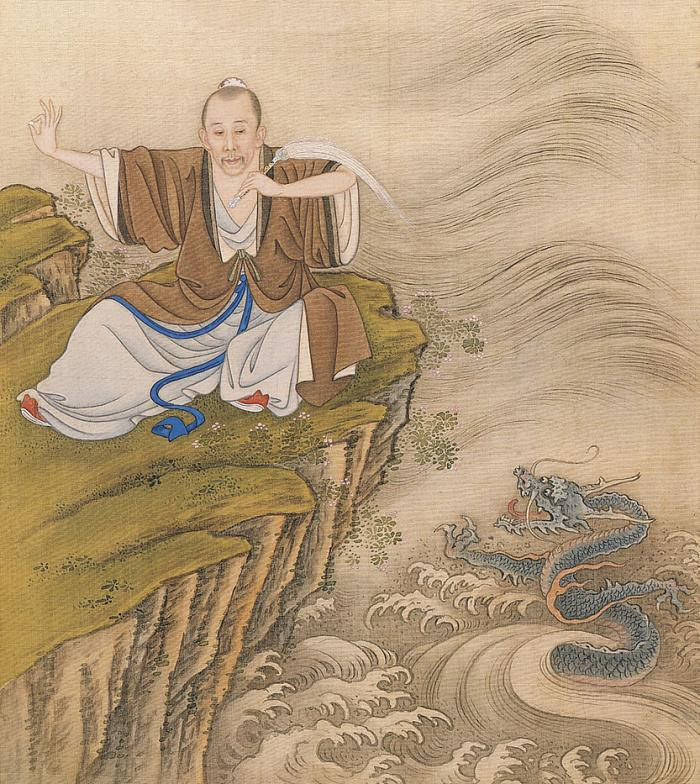
Yongzheng-kejsaren i daoistisk förklädnad

Under Kangxi-kejsarens son Yongzheng (regent 1723–1735) började svåra förföljelser mot de kristna, vilkas antal utanför Peking och Kanton skall ha uppgått till 300 000. Nya gränskrig med mongolerna slutade 1734 med Turkestans erövring. 1727 slöts fördraget i Kjachta och Ryssland fick rätt att hålla en ”andlig mission” på tio ledamöter i Peking, som kunde lämna noggranna underrättelser hem.

### Qing-dynastins förvaltning
Under Yongzheng fick Qing-dynastins förvaltning den form som skulle vara fram till det tidiga 1900-talets konstitutionella reformer. Qing-dynastin var formellt en absolut monarki under en kejsare, som bar titeln Tianzi ("himmelens son"), men även kallades Huangdi ("kejsare"). Kejsaren ägde visserligen till namnet högsta makten i alla världsliga och andliga angelägenheter, men hans maktfullkomlighet var i verkligheten betydligt inskränkt genom ministrarnas och de andra höga statsämbetsmännens inflytande. Kejsarens person var helig och oantastlig, men ministrarna var ansvariga. Dessa innehade en väsentlig makt vad gällde lagstiftningen. Kejsaren utfärdade visserligen lagar i eget namn, men endast på ministrarnas förslag. 
Kronan gick inte i arv efter förstfödslorätt, utan varje kejsare bestämde till efterträdare vem helst han ville av sina söner eller, om han inga sådana har, av sina närmaste manliga släktingar. Medlemmarna av den kejserliga familjen åtnjöt som sådana inga särskilda hedersbetygelser från statens sida.
Kejsaren var i sin dubbla egenskap av "himmelens son" och sitt "folks fader" föremål för en utomordentlig vördnad. Han var dock fortfarande underkastad ett ganska strängt protokoll som omfattade hela det dagliga livet och han var därigenom mycket bunden i sina förehavanden.
Grunden för Qing-dynastins regeringsform skapades i det stora hela under Ming-dynastin (1368–1644). Stats- och hovämbetena var inte åtskilda, men däremot civila och militära tjänster. Styrelsen var uppdelad i tre grenar, den högsta statsstyrelsen i Peking, provinsernas och biländernas styrelse. 
De högsta ämbetskollegierna var:
1. Ministeriet för det kejserliga huset (Zongrenfu 宗人府), under vilket den kejserliga familjen samt sju klasser av högt förtjänta statsmän och vetenskapsmän hörde, ansvarade för bland annat rättskipning och underhåll.
2. Stora sekretariatet (Neige 內閣), som bestod av sex personer (hälften manchuer och hälften kineser). Stora sekretariatet hade att vaka över bevarandet av rikets förvaltningsformer, utfärda de kejserliga påbuden och i allmänhet biträda kejsaren i styrelsen. Det förlorade senare mycket av sitt politiska inflytande.
3. Högsta rådet (Junjichu 軍機處) var sammansatt av kejserliga prinsar, medlemmar av stora sekreteriatet, presidenterna i departementen och cheferna för andra förvaltande verk i huvudstaden. Högsta rådet redigerade lagar och författningar.[7]

Regeringsdepartementen var sex till antalet, nämligen departementet för civilförvaltningen (Libu 吏部), för finanserna (Hubu 戶部), för riter och ceremonier (Libu 禮部), för krigsväsendet (Bingbu 兵部), för lagskipningen (Xingbu 刑部) samt för allmänna arbeten (Gongbu 工部).
Över hela regeringsmaskineriet stod censurstyrelsen, som hade överinseende över folkets seder, över tjänstemännen och ministrarnas uppförande. Den kunde även göra framställningar till kejsaren om den fann att han i sitt regeringssätt eller i sitt privata liv avvek från rikets gamla lagar och seder. Vidare fanns ett "framställningarnas palats", ett slags kassationsdomstol, som till stora sekretariatet avgav de berättelser, som ingick från provinserna, och de klagomål, som anfördes över fällda domar.

## Qing-dynastins höjdpunkt under Qianlong-kejsaren

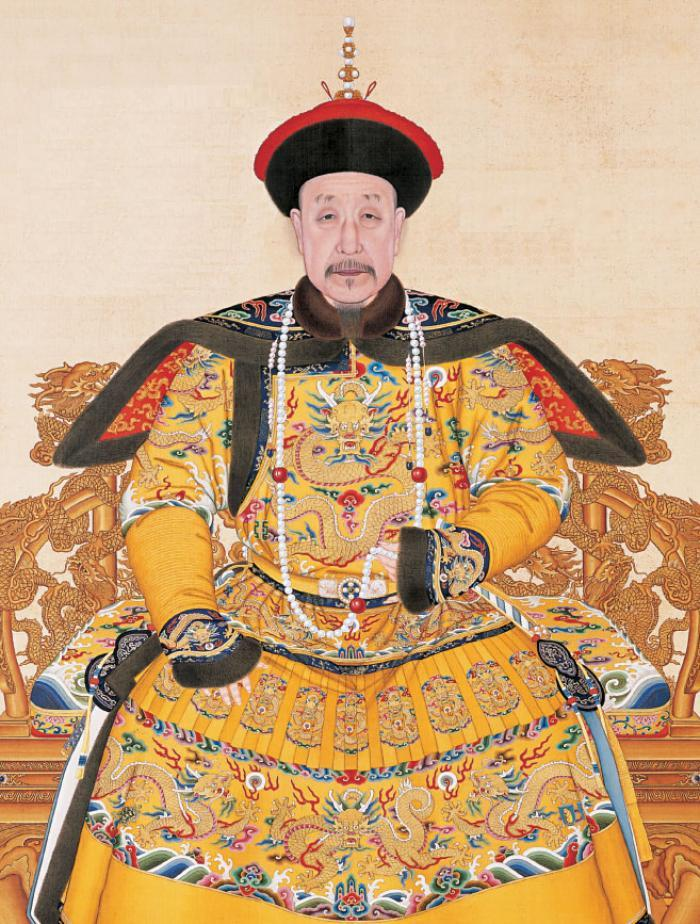
Qianlong-kejsaren

Yongzheng-kejsaren efterträddes av sin son Qianlong-kejsaren (1722–1795), under vars regering riket och dynastin nådde sin högsta blomstring. Uppror i olika provinser slogs ned och ett framgångsrikt krig fördes med mongolerna. Detta medförde stadga åt kinesernas välde i Tarimbäckenet, där furstarna i Khotan, Yarkant och Kashgar tagit parti för mongolerna.
År 1769 besegrades Burma efter ett mångårigt krig och blev tributpliktigt. 1787–1789 gick det på samma sätt för Annam. År 1787–1792 fördes ett krig med Nepal med samma resultat. Rikets gamla indelning i 13 provinser ändrades till den ännu bestående i 18 provinser. Genom en beskickning under lord Macartney sökte engelsmännen förgäves att få sina handelsförbindelser med Kina utvidgade (1793).
Det Svenska Ostindiska Companiet, som 1732 öppnat direkt förbindelse med Kina, utvecklade en livlig och vinstgivande verksamhet. Många spår har i den svenska litteraturen från denna tid lämnats av denna förbindelse genom resebeskrivningar (av Pehr Osbeck, Ekeberg, Wallenberg, Torén) och genom i arkiv bevarade anteckningar (särskilt av Braad). I slutet av 1700-talet torde den svenska exporten från Kina ha varit en av de mest betydande.

## Nedgången under Jiaqing och Daoguang
Qianlong avsade sig regeringen 1795 för att inte regera längre än farfadern Kangxi. De många krigen hade bragt rikets finanser i oordning och gjort nya skatter nödvändiga. Oviljan häröver bidrog till de uppror, som inföll under den följande kejsaren, Jiaqing (regent 1795–1820). Det farligaste av dessa framkallades av ett hemligt sällskap, Bailianjiao ("den Vita Lotus-sekten"), vars mål var att fördriva den manchuiska dynastin och vars medlemmar två gånger gjorde attentat mot kejsarens liv.
Dessutom led rikets kustprovinser och skeppsfarten mycket av plundringar från kinesiska sjörövare, som var väl organiserade och slutligen steg till ett antal av 70 000 man. Mot utlandet visade sig regeringen övermodig: en rysk ambassadör avvisades 1806 vid gränsen, eftersom han inte ville knäfalla inför ett med guldtyg belagt bord, och engelske ambassadören lord Amherst fick ej tillträde till Peking 1816, därför att han vägrade att underkasta sig en hyllningsceremoni inför kejsaren. År 1815 förjagades alla katoliker. Kejsarens styre i förening med de svåra landsplågor (missväxt, översvämningar, och liknande), som inträffade under hans regering, gjorde honom impopulär.

### Det första opiumkriget
Jiaqing-kejsaren efterträddes av Daoguang (reg. 1820–1850), som stod inför en rad inrikespolitiska och utrikespolitiska utmaningar. Den viktigaste tilldragelsen under hans regering var det så kallade opiumkriget mot engelsmännen 1840–1842. Dessa hade sedan 1670 stått i förbindelse med Kina genom ostindiska kompaniet, till vars monopol handeln med Kina hörde. Sedan 1693 var huvudsätet för engelsmännens handel Guangzhou, där även andra främmande nationer (fransmän, österrikare, holländare, danskar och svenskar) hade handelsfaktorier. Européernas ställning i Kina var denna tid i många avseenden ofördelaktig, och endast utsikten till vinst kunde locka dem till landet. Varken den ovannämnda ambassaden under lord Macartney eller den under lord Amherst lyckades åt engelsmännen utverka större frihet i Kina eller utvidgad handelsrätt.
1834 utgick Brittiska Ostindiska Kompaniets monopol på den kinesiska handeln; denna blev fri, och lord Napier sändes till Kina för att ha överinseende över den engelsk-kinesiska handeln och utöva jurisdiktion över de i Kina bosatta engelsmännen. De kinesiska myndigheterna var emellertid missnöjda över, att en utländsk ämbetsman med så vidsträckt myndighet anställdes inom deras land, och Napier samt hans efterträdares uppträdande bidrog att förvärra saken, till dess kineserna avbröt all handelsförbindelse med England.

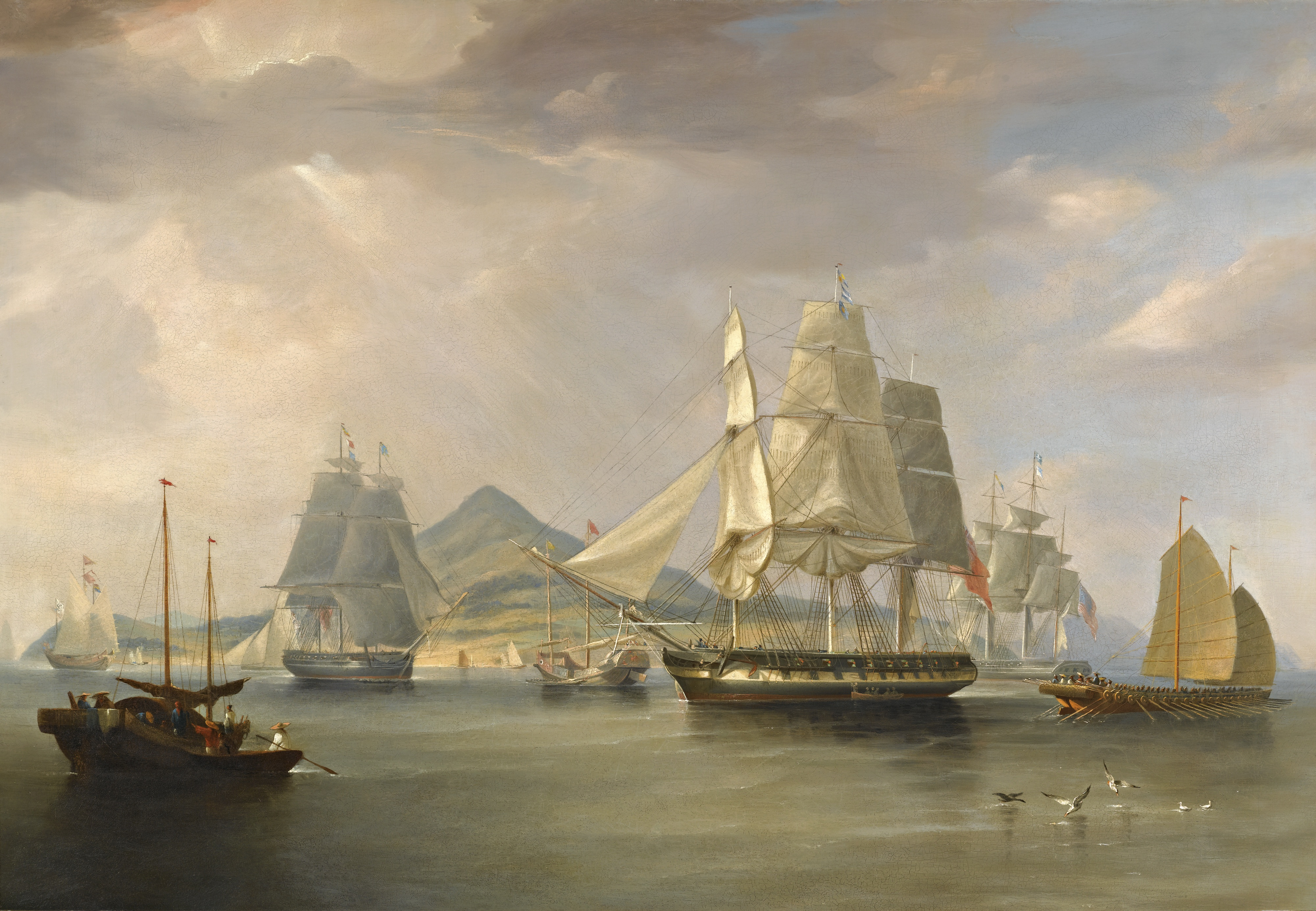
Brittiska opiumskepp.

Den viktigaste importartikeln till Kina, på vilken engelsmännen förtjänade ofantligt, var opium, en av Brittiska Indiens huvudprodukter, vars förbrukning grep alltmer kring sig, i synnerhet i Kinas kustprovinser. Så infördes mellan 1827 och 1828 inte mindre än 9 535 kistor opium men och 26 818 kistor 1835-36. Kinesiska regeringen hade redan på 1700-talet vidtagit åtgärder för att bekämpa denna för befolkningen i alla avseenden skadliga konsumtion, men detta ledde endast till en vidsträckt, av England understödd smuggling.

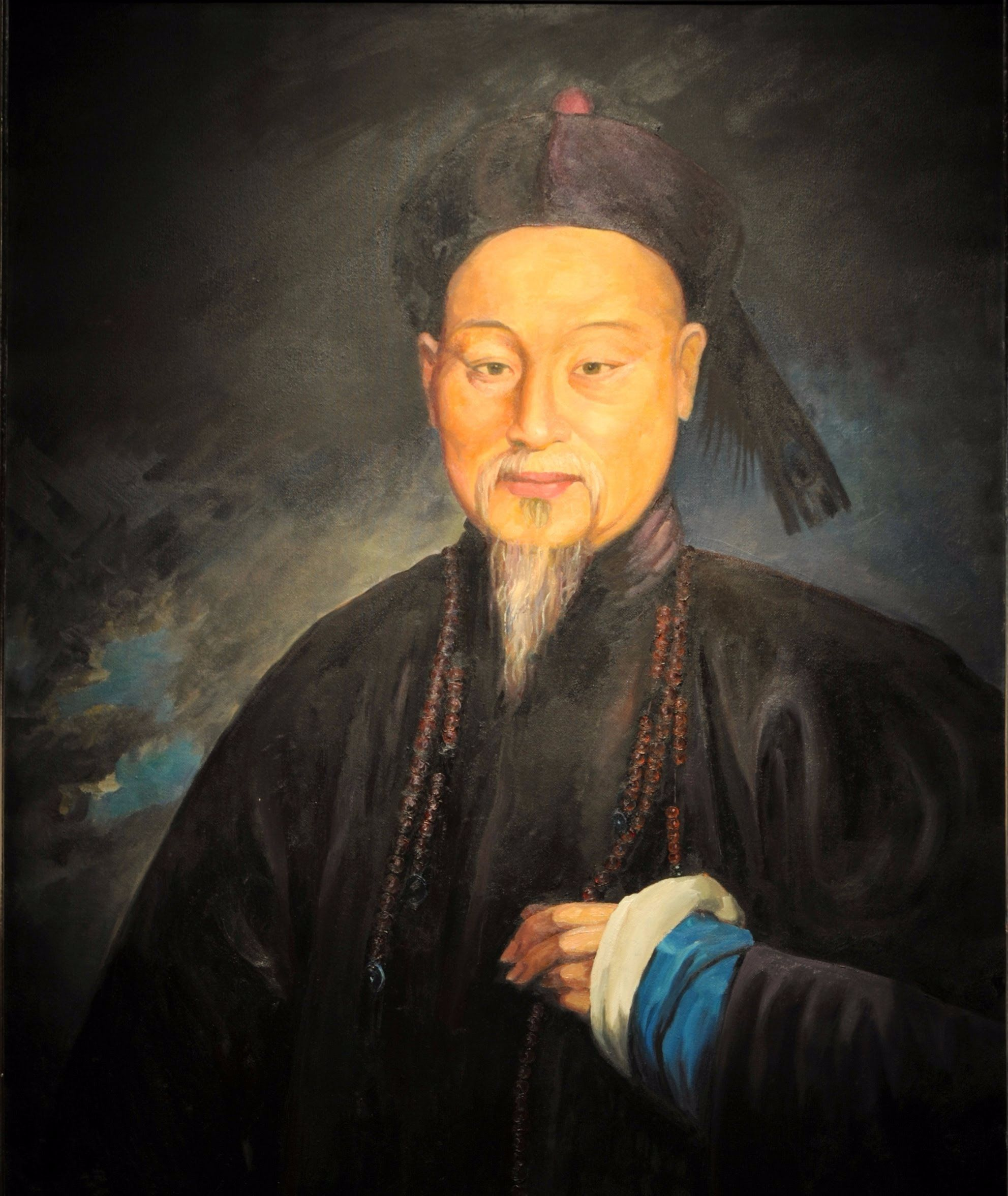
Lin Zexu.

Daoguang-kejsaren beslöt att genast göra slut på all opiuminförsel och sände till Guangzhou guvernören Lin Zexu, som i mars 1839 fordrade att allt opium i de engelska magasinen och på de engelska skeppen i hamnen skulle utlämnas. Den dåvarande engelske residenten där, Elliot, uppmanade de engelska köpmännen att efterkomma denna begäran och lovade dem ersättning av den engelska regeringen. Över 20 000 kistor opium till ett värde av 75 miljoner kronor utlämnades och uppbrändes. Då samtidigt engelsmännen vägrade utlämna en landsman, som i ett slagsmål dödat en kines, utfärdade den kinesiska regeringen ett förbud mota att sälja livsmedel till engelsmännen såväl i Macao som i Kanton.
Engelsmännen blev tvungna att lämna Macao och bege sig till Hongkong, där kineserna angrep den engelska flottan och försökte förstöra den. Då förklarade engelsmännen (1840) krig. Deras flotta blockerade Bocca Tigris (Kantonflodens mynning), förstörde Xiamen och seglade till Peiho-flodens mynning för att överlämna den engelska regeringens depescher till kejsaren i Peking. Guvernören i Guangzhou hade vägrat ta emot dem. Kejsaren lovade sända en kommissarie till Guangzhou för att förhandla om fred, på villkor att den engelska flottan drog sig tillbaka dit. Amiral Elliot gick med på detta och förhandlingarna började i slutet av november, men drogs ut på längden av kineserna.

Brittiska krigsskepp attackerar kinesiska djonker, januari 1841.

Sedan Elliots efterträdare, commodore Bremer, i januari 1841 intagit forten vid Bocca Tigris och i övrigt tillfogat kineserna stor skada, slöts 20 januari ett preliminärfördrag, enligt vilket Kantons hamn åter öppnades samt engelsmännen fick Hong-kong och 6 miljoner dollar i skadeersättning. Tillika skulle en reglering av bägge makternas förhållanden till varandra äga rum. Men då detta fördrag ännu 24 februari icke blivit antaget av kinesiska regeringen, började fientligheterna ånyo.
Ännu en gång ingicks vapenvila, men då kineserna inte gjorde allvar med fredsunderhandlingarna, utan sammandrog en här, ryckte överbefälhavaren över den engelska landhären i Kina, sir Hugh Gough, mot Guangzhou och slog 25 mars en över 50 000 man stark kinesisk här. Han stod i begrepp att storma staden, medan engelska flottan erövrade forten och uppbrände de kinesiska fartygen, då Kina åter gjorde fredsanbud och 27 maj antog de förra fredsvillkoren med några modifikationer. Då engelsmännen 5 juni hade mottagit nästan hela skadeersättningen, drog de sig tillbaka till Hongkong; men det visade sig, att Kina inte heller denna gång menade allvar med fredsförslagen, och engelsmännen såg sig tvungna att gå mera kraftigt till väga.
Engelska flottan lämnade 21 augusti 1841 Hongkong, erövrade Xiamen, besatte den mitt emot denna stad liggande lilla ön Gulangyu, intog under loppet av hösten, vintern och våren flera orter samt 19 juni 1842 Shanghai. Då den slutligen i augusti hotade Nanjing, såg Kina sig tvunget att ingå fred. Denna slöts 29 augusti i Nanjing på de villkor, att hamnarna Guangzhou, Xiamen, Fuzhou, Ningbo och Shanghai skulle vara öppna för alla nationer och att främmande konsuler skulle få bosätta sig där. Engelsmännen skulle dessutom erhålla Hong-kong samt 21 miljoner dollar i krigsomkostnader.
I juli 1843 trädde det nya handelssystemet i kraft, och 9 oktober samma år gjordes till fredsfördraget det tillägg, att europeiska köpmän skulle få arrendera och bebygga jord i de nämnda fem hamnarna. År 1844 slöts en liknande överenskommelse med USA, och samma år ingicks en handels- och vänskapstraktat med Frankrike (ratificerad 25 augusti 1845), vari det bland annat bestämdes, att missionärer skulle få uppföra kyrkor och skolor i de öppnade hamnstäderna och att de kristna skulle ha fri religionsövning. 1847 slöt den svenske affärsmannen Carl Fredrik Liljevalch ett fördrag med Kina, det å kallade Fördraget i Kanton.
För Kinas del blev freden en katastrof, speciellt ur folkhälsosynpunkt, eftersom freden innebar att handelsmän från England m fl kunde exportera opium till Kina utan restriktioner. Detta bidrog till att opiummissbruket bredde ut sig, vilket i sin tur medförde svåra konsekvenser för Kina. Under vissa perioder beräknas att upp till en tredjedel av den vuxna befolkningen var opiummissbrukare.

## Xianfeng-kejsarens regeringstid
Daoguang efterträddes av sin son, som besteg draktronen som Xianfeng-kejsaren (reg. 1850–1861). Hans regering oroades av en mängd upprorsförsök, riktade mot manchudynastin.

### Taipingupproret

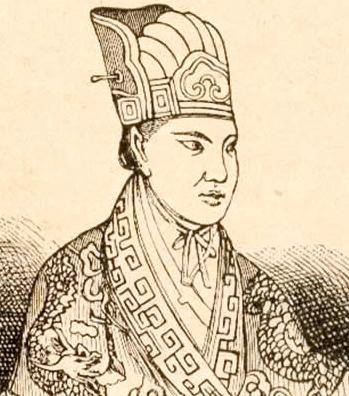
Hong Xiuquan

Lämningar av det ovannämnda sällskapet Bailianjiao och flera liknande sällskap slöt det så kallade trefaldighetsförbundet. Under detta förenade sig anhängarna av Taiping ("allmän jämlikhet"), en religiös sekt, som stiftats av en byskollärare Hong Xiuquan, som tillhörde hakka-folket som ofta besatt höga ämbeten under Han-, Tang- och Song-dynastierna.
Hans lära var en blandning av kristendom, buddhism och egna uppfunna religionsbegrepp. Bland hans lärare i kristendom var även den svenske missionären Theodor Hamberg. Sekten utmärkte sig till en början genom att förstöra andra gudabilder och tempel. Taipings anhängare var underkastade sträng disciplin och fick ej begagna opium eller alkohol, all egendom var gemensam, och många av lärorna präglades av en kristlig anda.
Redan 1851 slog Taipings anhängare kejserliga trupper och Hong Xiquan lät utropa sig till kejsare med namnet Tianwang, "himla-konung". Hong Xiquan gjorde våren 1852 ett erövringståg mot norr och intog Wuchang vid Yangtze-floden, varigenom han kom i besittning av en stor del av denna flod, och upproret spred sig över flera provinser. Han kontrollerade nu nästan hela området söder om Yangtze.

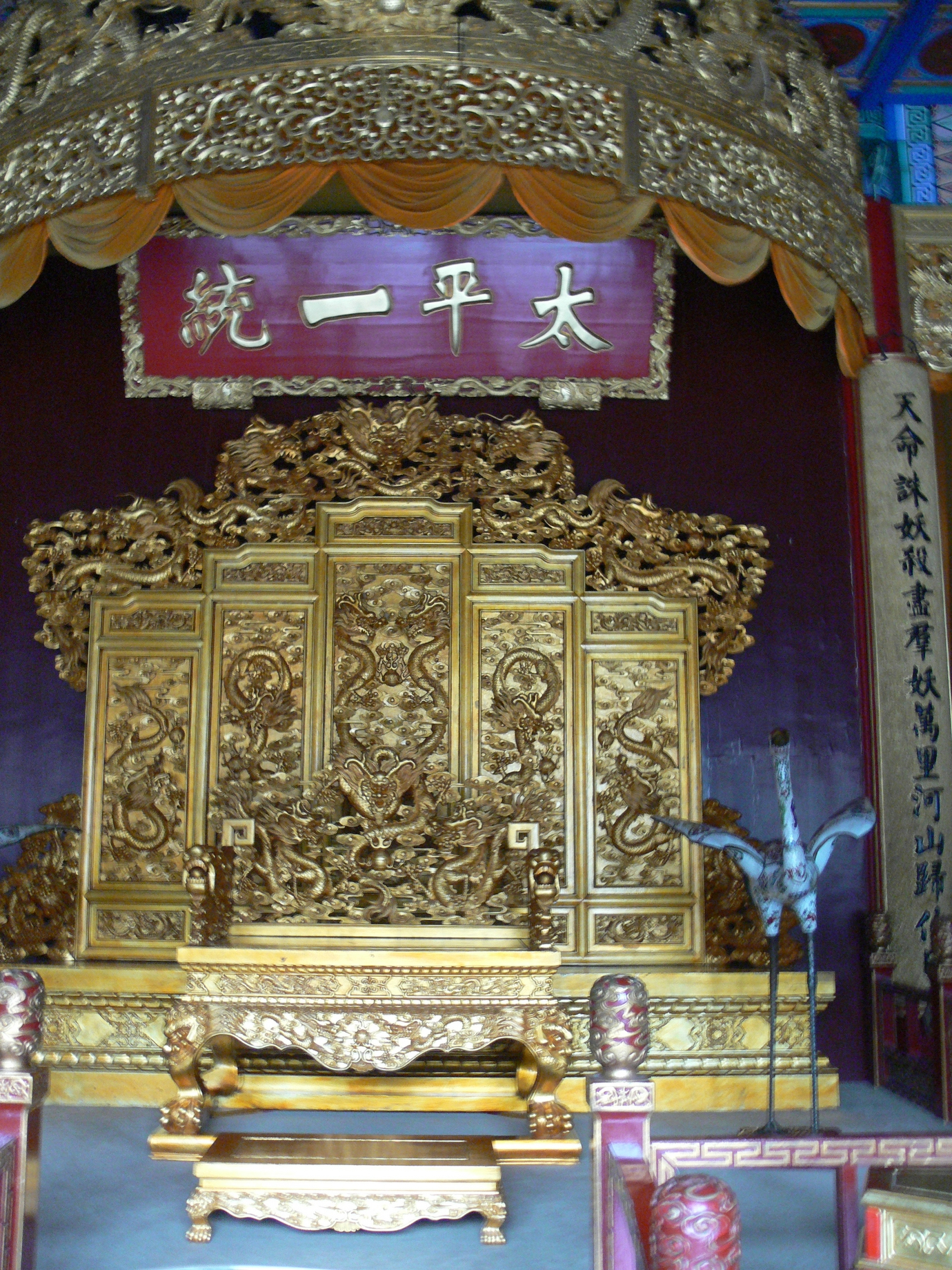
Rekonstruktion av Hong Xiuquans tron

I februari 1853 drog de upproriska in i det erövrade Nanjing, som befästes och gjordes till residens för deras dynasti. Efter denna tid drog sig Taipings ledare tillbaka inom sitt palats murar, medan hans generaler fortsatte striden. Hade han nu i stället snabbt marscherat mot Peking, är det ej omöjligt, att manchudynastin störtats som nu istället fick nu tillfälle att samla sina krafter. Med växlande framgång kämpade regeringens och Taiping-trupperna i en mängd strider, varunder landet svårt härjades.
Då de upproriska i januari 1862 började belägra Shanghai, medelpunkten för den kinesisk-europeiska handeln, och därigenom hotade Storbritanniens och Frankrikes intressen, förenade sig dessa makter om att komma den kinesiska regeringen till hjälp. Under vårens lopp fördrev en brittisk-fransk armékår Taiping från Ningbo och Shanghai, medan brittiska och franska officerare, bland annat den sedan så ryktbare "Gordon pascha", tog befälet över kinesiska truppavdelningar, och engelske kaptenen Osborne organiserade en flottavdelning för att tjänstgöra på floderna. 1863–1864 erövrades alla Taipings fasta orter.
Staden Nanjing höll ut längst, men fick efter en långvarig belägring ge sig den 19 juli 1864, efter att Hong Xiuquan hade bränt upp sig själv tillsammans med sina kvinnor och skatter. Resterna av Taipingsekten plågade sedan landet som rövare, men under loppet av 1865 undertrycktes sekten helt och hållet.

### Andra opiumkriget
Under tiden hade kinesiska regeringen haft att utkämpa även ett krig mot Storbritannien och Frankrike. De med dessa makter avslutna traktaterna blev ej samvetsgrant iakttagna (exempelvis hade Kanton ej blivit öppnat), och både kejsaren och folket var ogynnsamt stämda mot utlänningarna.
Anledningarna till krigets utbrott var avrättningen av en fransk katolsk missionär, Auguste Chapdelaine (juni 1856) samt tagandet av ett handelsfartyg, "Arrow", vars kinesiska besättning av vicekungen i Guangdong, Ye Mingchen, fängslats under anklagelse för lagbrott, trots att fartyget förde engelsk flagg (denna nedhissades och skymfades i flera mandariners närvaro i Kantons hamn, 8 oktober 1856).

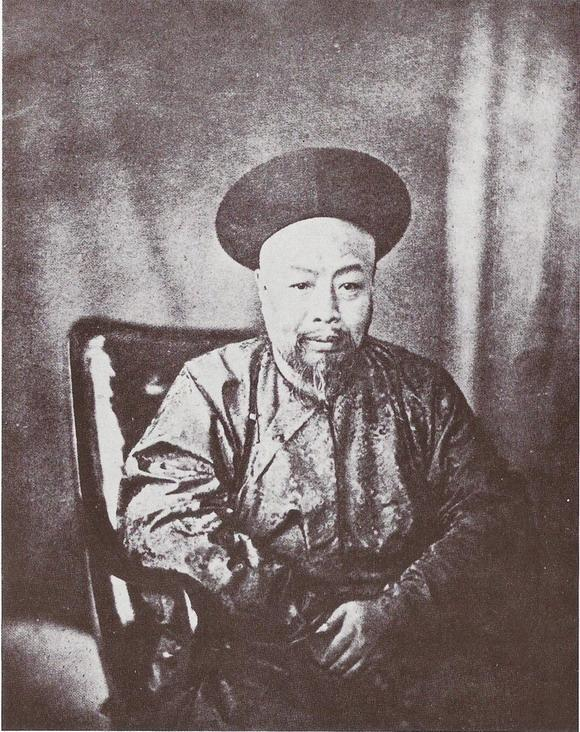
Porträtt av Ye Mingchen

Vicekungen avvisade den engelske konsuln Parkes' krav på upprättelse för skymfen samt på att fördragsenligt få pröva de mot engelska undersåtar, matroserna på "Arrow", framställda anklagelserna. Tvisten föranledde väpnat ingripande av engelske amiralen sir M. Seymour, varigenom denne (29 okt.) tilltvingade sig tillträde till Kanton, och ministären Palmerston beslöt i samförstånd med franska regeringen att betrakta dessa händelser som krigsanledning.
Kriget förklarades av Storbritannien och Frankrike 1857, Kanton intogs 5 januari 1858, och den brittisk-franska flottan seglade till Beihe, förstörde några mindre fästningsverk och sände i maj 1858 en flottilj av kanonbåtar uppför Beihe-floden till Tianjin. 8 juni började fredsunderhandlingar, och 13, 15, 26 och 27 juni slöt Kina fördrag med Ryssland, USA, Storbritannien och Frankrike.
Kristendomen skulle tolereras i hela riket, konsulat upprättas i Kina, diplomatiska agenter ha rätt att infinna sig och bo i Peking, nya hamnar öppnas för handeln, segel-farten på Yangtze-floden bli fri och främlingar, försedda med sin regerings pass, få resa i det inre av Kina. Något förut (28 maj 1858) slöt Ryssland en separattraktat med Kina, då det erhöll det kinesiska, på vänstra Amurstranden liggande Amurlandet. Kina visade sig emellertid ej ämna hålla de ingångna förbindelserna, utan rustade sig till ett nytt krig och började fientligheterna med att beskjuta en del av den brittisk-franska flottan på Beihe-floden.
De allierade makterna förstärkte sina stridskrafter, och landsatte vid Beihes mynning 1 augusti 1860 25 500 man, erövrade flera fästen där, slog kineserna vid Pa-li-kao och inryckte 13 oktober i Peking, där britterna och fransmännen intog och på ett vandaliskt sätt utplundrade kejsarens sommarpalats Yuanmingyuan. Då de fann vidare motstånd fruktlöst, öppnade kineserna underhandlingar, vilka i slutet av oktober ledde till fred (undertecknad av kejsaren 2 november) på samma villkor som i fördraget 1858, men med ökad krigsskadeersättning (60 miljoner franc till Storbritannien och 30 miljoner till Frankrike). De brittiska och franska sändebuden tog i mars 1861 sin bostad i Peking och i juli även USA:s.

Qing-dynastins officiella flagga 1862-91
Qing-dynastins officiella flagga 1890-1912
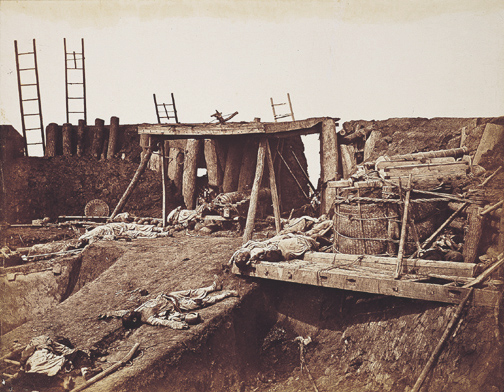
Det erövrade Dagu-fortet, augusti 1860

## Tongzhi-restaurationen
Under Xianfengs son Tongzhi (regent 1861–1875) fördes regeringen av två Xianfengs änkor Ci'an
(östra kejsarinnan) och Cixi (västra kejsarinnan), Tongzhis mor, varjämte hans farbror prins Gong vid deras sida framstod som den egentlige regenten. Under Tongzhi-kejsarens regeringstid inträdde Kina i en period av relativ stabilitet, varför eran ofta kallas Tongzhi-restaurationen.
Under loppet av få år slöt prins Gong handelstraktater och trädde i diplomatisk förbindelse med en stor del av de europeiska staterna. Den amerikanske diplomaten Anson Burlingame ställdes 1868 i spetsen för en stor kinesisk ambassad för att bringa Kina i närmare förbindelser med Europa, besökte Washington, London, Paris, Haag, Stockholm, Köpenhamn, Berlin och Sankt Petersburg samt bragte överallt nya handelsfördrag till stånd eller reviderade förut ingångna.
Emellertid rådde även efter Taiping-upprorets undertryckande (1865) oro i landet. Ett nytt uppror, kallat Nianfei härjade i flera provinser och kunde först 1870 fullständigt undertryckas, och ännu farligare rörelser uppstod bland muslimerna i Yunnan och dunganerna i Dzungariet.
Den kinesiska befolkningens hat mot utlänningar fortfor ännu att ofta ge sig luft i blodiga våldsgärningar, särskilt mot missionärerna, men regenten, prins Gong, strävade redligt att hålla de ingångna fördragen, varigenom folkhatet riktades mot honom. En del av 1865 var han till och med avsatt från sitt ämbete. Han knöt inte bara nya förbindelser med främmande stater, utan införde även europeiska inrättningar i Kina Så inrättades 1868 i Peking ett polytekniskt institut, med franska och tyska lärare; utländska företag som Det Store Nordiske Telegraf-Selskab tilläts bygga telegrafförbindelser till Japan, Ryssland och Indien, och nya hamnar öppnades. 1873 övertog den unge kejsaren Tongzhi själv regeringen, men dog redan 12 januari 1875.

## Guangxu-perioden
Tongzhi efterträddes av den 1872 födde prins Zaitian (Guangxu, regent 1875–1908), en kusin till sin företrädare. Under hans omyndighet fördes regeringen till en början av de båda ovannämnda kejsarinnorna, men efter 1881, då Ci'an dog, av Cixi ensam. De sista spåren av de många upproren under den föregående tiden utplånades med Jakub begs död (1877), då Öst-Turkestan åter förenades med Kina Kulja, som ryssarna besatt, återlämnades mot ersättning 1881.
Förhållandet till utländska makter blev bättre, sedan Kina upprättat sändebudsplatser i Sankt Petersburg, Berlin, London, Paris, Washington, Burma och Tokyo. Ett dekret av 30 juni 1875 förbjöd att kalla utlänningarna "barbarer" eller att ofreda kristna missionärer och de av dem omvända eller att förgripa sig på deras kyrkor. För de övergrepp, som icke desto mindre förekom, gjorde regeringen ursäkter och gav ersättning. På detta sätt tillfredsställdes Japan (1874) för plundringar av japaner på Formosa, England (1876) för mordet på resanden Margary och Tyskland samma år för ett sjörövaranfall på ett tyskt fartyg, dock först sedan det sänt en flotta till de kinesiska farvattnen.
I USA, dit kineser i mängd emigrerat, uppstod vid samma tid en stark proteströrelse, i synnerhet i Kalifornien, mot deras inflyttning, och 1882 antog kongressen en lag, som för 20 år förbjöd denna invandring. Presidenten, som icke ville framkalla repressalier mot amerikanerna i Kina, godkände den dock icke, men 1884 utfärdades ett sådant förbud på tio år, och 1892 blev det ytterligare skärpt.

### Fransk-kinesiska kriget

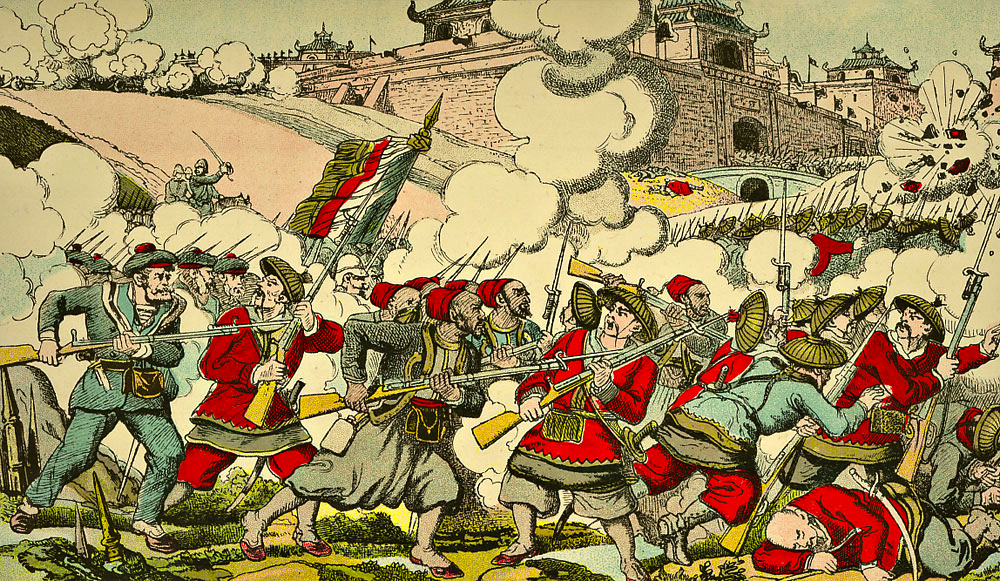
Frankrikes erövring Bắc Ninh, 1884

Av svårare beskaffenhet blev en tvist med Frankrike, vilket höll på att bemäktiga sig Annam och Tonkin, som kineserna ansåg stå under Kinas överhöghet. Fransmännen intog Röda flodens delta, fördrev de kinesiska trupperna från Sơn Tây och Bắc Ninh och tvang Annam till underkastelse. Regeringen uppdrog nu åt vicekungen Li Hongzhang att underhandla med fransmännen om dessa förhållanden, men då han insåg, att Kina ingenting kunde göra däremot, lovade han, genom fördraget i Tianjin (1884), att kineserna skulle utrymma Tonkin. Men oförmodat anfölls fransmännen 23 juni samma år vid Bắc Lệ av reguljära kinesiska trupper. Detta ansågs i Frankrike som traktatsbrott, och en fransk flotta under amiral Courbet sändes mot Kina, intog Fuzhou och förstörde flera krigsskepp, som låg där, samt uppbrände arsenalen. Dessutom satte fransmännen sig fast på Formosa, varefter flera strider utkämpades dels där, dels på gränsen mot Tonkin, där fransmännen led ett kännbart nederlag vid Lạng Sơn (mars 1885). Franska regeringen slöt nu under brittisk bemedling fred i Tianjin 9 juni 1885, vari Kina medgav åt Frankrike överhögheten över Annam samt rätt att införliva Tonkin som fransk koloni.

### Moderniseringssträvanden

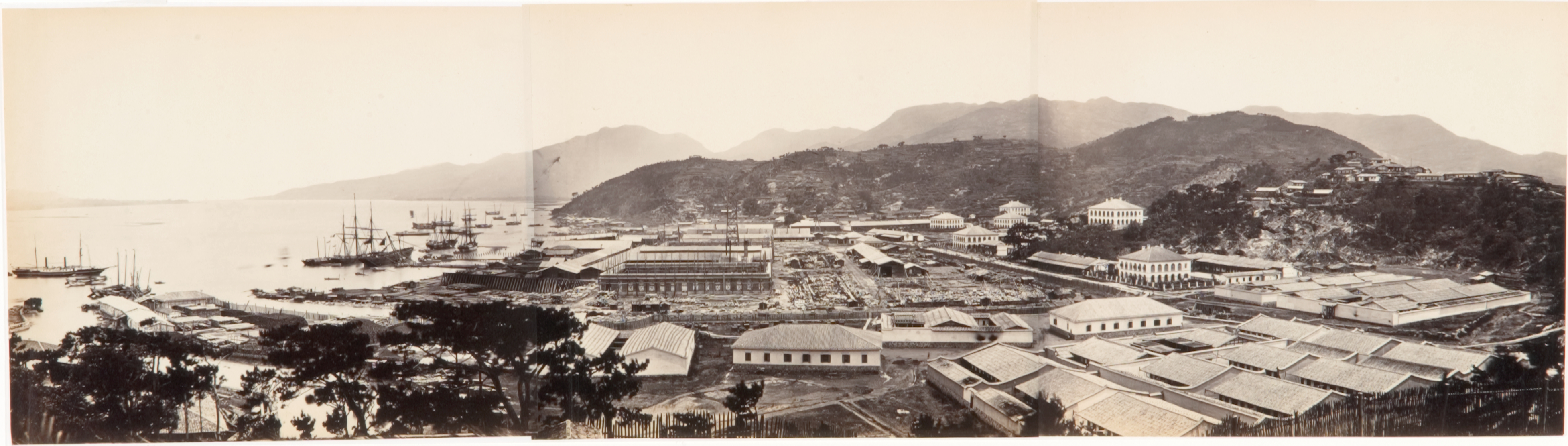
Vapensmedjan i Fuzhou.

Dessa motgångar övertygade en mängd klarsynta kineser, att man måste söka införa i Kina europeiska uppfinningar. I norra Kina skapade Li Hongzhang en krigsflotta och början till ett kustförsvar; i södra Kina införde vicekonungen Liu Mingchuan (i Fujian och det därmed förenade Formosa) europeisk post och telegraf; han anlade industriella verk och grep sig an med järnvägsbyggande. Men finansiella svårigheter och motstånd från det konservativa partiet, som hade sitt stöd i kejsarinnan Cixi, tvingade honom att avgå (1891), och samma år förstördes den redan färdiga järnvägen Shanghai-Wusong.
En mot de kristna riktad fientlig rörelse i Yangtze-dalen, anstiftad enligt påstående av ett hemligt sällskap Gelaohui, blev genom de utsände ambassadörernas energiska ingripande snart kvävd (1891), men rörelsen skulle snart åter bryta ut.

### Korea-frågan och det sino-japanska kriget
Vid denna tid började Korea-frågan träda i första rummet i Kinas yttre politik. Korea var ett kinesiskt lydland, spärrat för andra makter, men redan 1876 hade Japan genom en traktat tillförsäkrat sig rätt att driva handel i några av dess hamnar. Japanerna ådrog sig dock snart koreanernas hat, och 1882 och 1884 utbröt mot dem riktade upplopp, som måste nedslås av kinesiska trupper; även Japan hade sänt trupper dit. Då lugnet 1885 var återställt och de båda makterna återkallade sina trupper, ingick de en överenskommelse att, om ett inskridande mot Korea åter blev nödvändigt, skulle den ena makten i god tid därom underrätta den andra.
1894 utbröt ett allvarligt bondeuppror i Korea, lett av Tonghak-sekten och riktat mot regeringen, som leddes av drottningen, vars främste rådgivare var det kinesiske sändebudet i Seoul, Yuan Shikai. Då regeringstrupperna blivit slagna av de upproriska, ditsände Kina 3 000 man under general Yi och underrättade därom Japan.
Detta land

Amiral Ding Ruchang kapitulerar till Japan efter slaget vid Weihaiwei, 1895

protesterade mot, att Kina i nämnda notifikation kallat
Korea sin vasallstat, och skickade likaledes trupper
till Chemulpo samt förklarade 14 juli 1894, att
det skulle anse vidare kinesiska truppsändningar som en fientlig handling. 23 juli besatte japanska
trupper palatset i Seoul och gjorde slut på
drottningens regemente; 25 juli sköt en japansk
kryssare ett kinesiskt transportfartyg i sank,
och l augusti förklarade Japan krig mot K. Efter en
rad japanska segrar, som väckte oro i Europa och
framkallade en intervention till K:s fördel, nödgades
Kina sluta freden i Shimonoseki 17 april 1895 samt därvid
bl. a. avstå Liaodong, Formosa och Pescadoresöarna
samt erkänna Koreas självständighet, men på grund av interventionen återfick det
Liaodong före ratifikationen.

### Accelererad imperialism
Det visade sig nämligen snart,

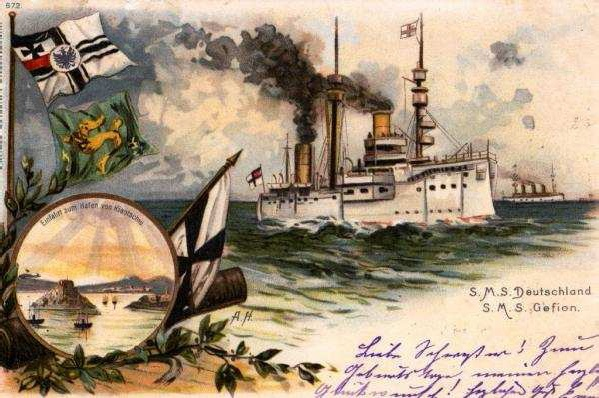
Tysk vykort från Jiaozhou.

att makterna ville ha betalt för den tjänst de gjort
Kina efter freden i Shimonoseki. Ryssland utverkade
sig rätt att dra den transsibiriska järnvägen till
Vladivostok tvärs igenom kinesiska Manchuriet, Frankrike vann genom konventionen 20 juni 1895
rektifikation av gränsen i Mekongdalen samt vissa
järnvägs- och bergsbrukskoncessioner i Yunnan
och i Jiangxi. Denna konvention framkallade en
stark konflikt mellan Kina och Storbritannien, som ansåg
sina rättigheter över Burma ha kränkts genom det
franska gränsfördraget. Efter långa underhandlingar
blev detta fördrag även betydligen modifierat
till Englands förmån (4 februari 1897).
Tyskland,
som ännu ingenting fått för sin hjälp, begagnade
sig av den omständigheten, att två tyska katolska
missionärer mördats i Juye, till att (november 1897)
sända en eskader till Jiaozhou-bukten och tvinga Kina att på 99 år till
Tyskland bortarrendera denna bukt och landet kring
densamma. Därav tog sig Ryssland anledning att på
25 år arrendera Port Arthur och södra spetsen av
Liaodong-halvön, varefter England förskaffade
sig rätt att erhålla Weihaiwei (2 april 1898) för
samma tid, som Ryssland skulle inneha Port Arthur
(senare fick det även ett stycke av fastlandet
norr om Hongkong), och Frankrike fick (i april 1898)
på 99 år viken Guangzhouwan på halvön mitt emot
Hainan, vartill följande år lades ett par öar,
som behärska inloppet till denna vik. Även Italien
framställde liknande arrendekrav (på Sanmen-viken
i Zhejiang), men fick avslag. Det var tydligt
att dessa åtgärder skulle reta opinionen emot
utlänningarna och emot de utländska reformerna.

### De "hundra reformdagarna"

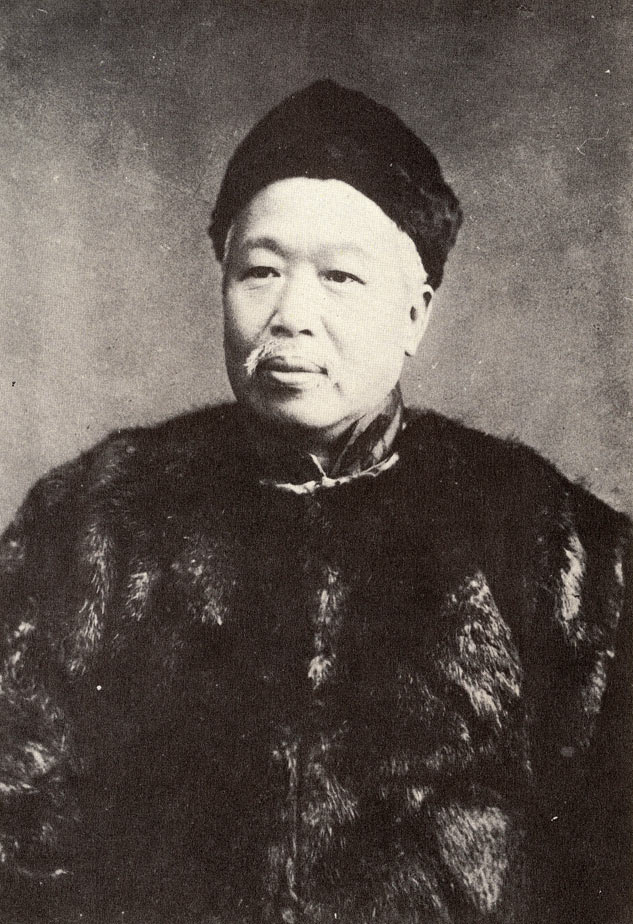
Kang Youwei

Det sino-japanska kriget verkade som en
väckelse inom Kina och 1895 bildades i Peking en förening,
Qiangxuehui, vars ledare var Kang Youwei,
en ledamot av akademien, och vars mål var att
arbeta för landets modernisering, för anläggande av
järnvägar, införande av ett modernt undervisningsväsen
och vetenskap, uppsättande av tidningar
och så vidare. Till detta reformprogram slöt sig den
unge Guangxu-kejsaren, som blivit myndig 1887, men först i
februari 1889 övertagit regeringsmakten.
I september 1898 skedde en palatsrevolution i Peking, om
vilken allmänheten fick underrättelse i ett dekret samma månad, som förkunnade, att den reformvänlige
kejsaren avstått regeringsmakten till kejsarinnan
Cixi, som nu för tredje gången blev landets regent. Fem ledare av reformpartiet avrättades, och Kang Youwei räddade
sig endast genom att hastigt fly ut på ett engelskt
krigsskepp.
Reaktionen segrade nu fullständigt i norra
Kina, medan det södra påverkades mindre. Utom
dessa landvinningar underhandlade makterna med
varandra om att uppdela Kina i "intressesfärer":
England fordrade företrädesrätt på handeln i
Yangtze-kiangs bäcken, Ryssland i Manchuriet
och så vidare.
Häremot inlade USA sin protest
i en cirkulärnot till stormakterna (1900) och yrkade
på upprätthållandet av den så kallade öppna dörrens
politik, det vill säga lika möjligheter för alla makter
att handla överallt i Kina. England ansåg denna politik fördelaktigast för
sig, medan Rysslands och Frankrikes föredrog intressesfärpolitiken. Det amerikanska förslaget fick godkänt av Tyskland i ett fördrag (i oktober 1900), vilket
medförde seger för den öppna dörrens politik.

### Boxarupproret

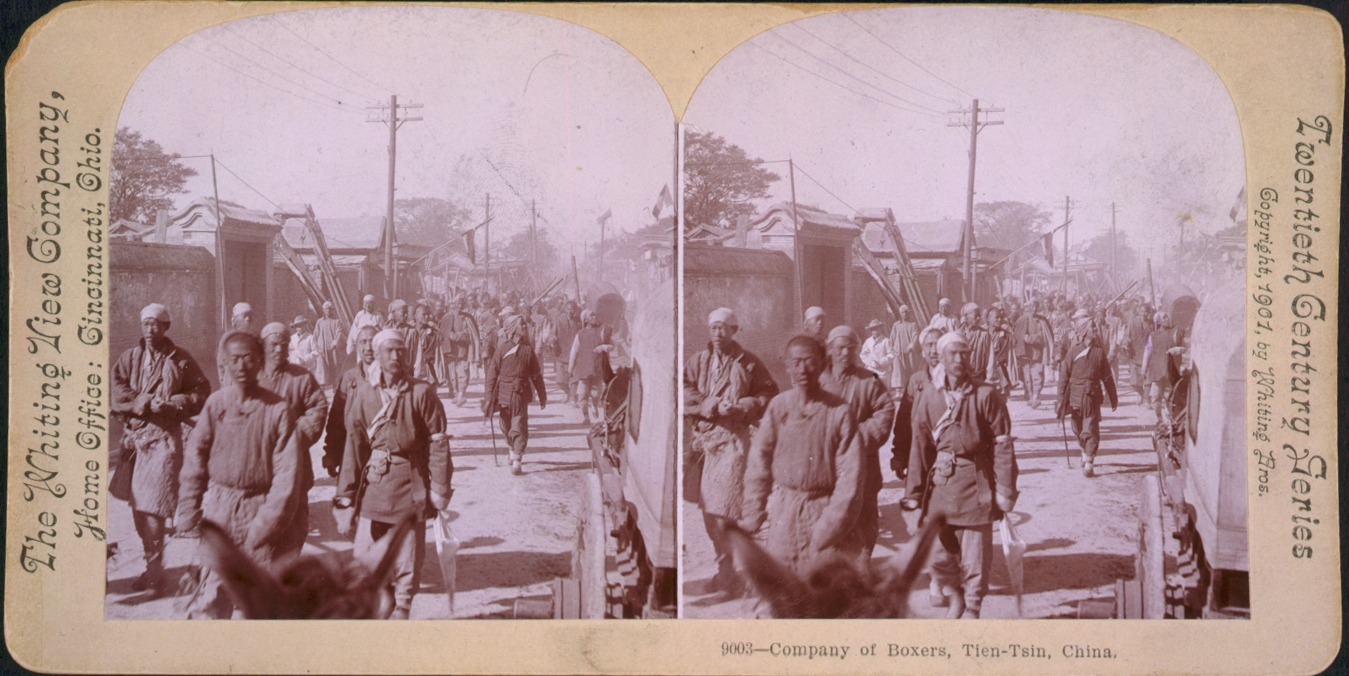
Ett sällsynt oarrangerat fotografi av boxare i Tianjin

Oviljan mot utlänningarnas egenmäktiga uppträdande samt olyckliga ekonomiska förhållanden till följd av flerårig missväxt i Shandong framkallade slutligen det så kallade boxarupproret, som utbröt i Shandong på våren 1900 och snart spred sig över hela norra Kina. Dess upphovsman var en på Tysklands begäran avsatt före detta guvernör i Shandong, Li Bingheng. Han organiserade bildade ynglingar från överklassen i kompanier, som åt, sov och exercerades under en anförare, vilken de var skyldiga obrottslig lydnad. Öppet förkunnades, att ändamålet var att ta upp striden mot utlandet och dess inflytande i Kina. Föreningen kallade sig Yihetuan ("frivillig fosterländsk förening"). Av engelsmännen, som såg deras övningar, kallades dessa boxerdrill, varav uppstod den europeiska benämningen "boxare".
I maj 1899 iakttogs de första av dessa skarors övningar,
och snart började följderna av rörelsen visa sig, genom angrepp mot dem som byggde järnvägar och telegrafer, mot missionärer och omvända, varvid äldre personer av de lägre klasserna ofta gjorde gemensam sak med de entusiasmerade ynglingarna. De utländska sändebuden märkte faran och gjorde påtalade den, men vid hovet hade rörelsen mäktiga förespråkare i några prinsar, särskilt prins Duan, och man tillät boxarskaror att ge gymnastiska förevisningar inför detsamma. I slutet av maj 1900 måste de utländska ingenjörer, som var sysselsatta med järnvägsbyggandet, fly till Hankou, järnvägsstationerna förstördes, och de kristna, både infödingar och missionärer, mördades. Sändebuden lät 31 maj 340 sjösoldater från de europeiska krigsfartygen vid Dagu komma till Peking till deras skydd. Då det blev känt, att kejsarinnan förbjudit trupperna att skjuta på boxarna, begärde sändebuden förstärkningar från Dagu (8 och 9 juni). Hovets återkomst till Peking trots sommarhettan och prins Duans utnämning till president i utrikesministeriet (Zongli yamen) ökade oron.
En mängd utlänningar samt tusentals kineser som sades ha samröre med fienden dödades. Upproret kvästes mycket våldsamt med hjälp av utländska soldater. Kina fick efteråt betala ett stort skadestånd till de berörda länderna.

### Rysk-japanska kriget

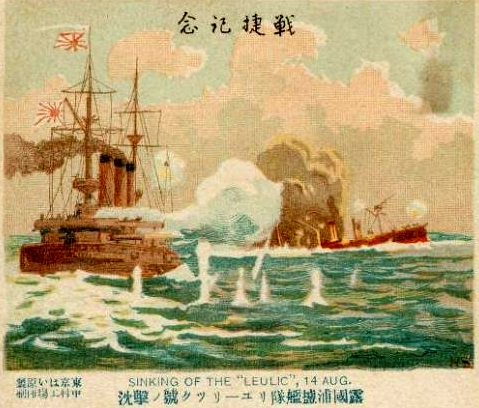
Slaget vid Ulsan

De utländska trupperna i utrymdes från Peking och i oktober 1902 från Shanghai, varefter hovet återvände till Peking den 7 januari 1902. I november 1901 avled Li Hongzhang, varefter Yuan Shikai
utnämndes till vicekung i Zhili och till handelsminister
Boxarupproret framkallade 1902 ett stort uppror i södra Kina, där en person Hung-ming utgav
sig för att vara en ättling av Taipingupprorets ledare och han vann stor uppslutning, men hans försök till resning slogs ner.
I utrikespolitiken blev nu frågan om Manchuriet den mest brännande. Ryssland visade ingen vilja att utrymma området, och samtidigt försökte man vinna fasta stödjepunkter i Korea. På grund av detta ingick Japan och Storbritannien ett förbund
i slutet av januari 1902 med syfte att bevara Manchuriets
och Koreas integritet. Ryssland och Frankrike förklarade sina intressen i Kina identiska, men genom det så kallade Manchufördraget (8 april 1902) lovade dock Ryssland att inom 18 månader utrymma Manchuriet.
Den kraft, varmed de genom boxarupproret avbrutna
järnvägs- och telegrafanläggningarna upptogs av
Yuan Shikai, framkallade ny konkurrens mellan
makterna om koncessioner. Nu när enigheten verkade bruten ansåg sig Ryssland kunna vägra utrymma
Niuzhuang och den mellersta delen av Manchuriet på utsatt tid och föreslog i stället Kina nya villkor, med protester från Japan och USA satte stopp för detta.
På dessa makters förslag och till ett värn mot den befarade ryska
annektionen öppnade Kina städerna Mukden, Ta-tung-kou
och Andong i Manchuriet för alla utlänningar i augusti 1903 trots Rysslands protester. Mellan Japan
och Ryssland förhandlades samtidigt i Sankt Petersburg om
alla tvistepunkterna mellan dem. Dessa förhandlingar
avbröts genom rysk-japanska kriget, som
började 8 februari 1904. Kina fick vid dess början av Japan det löftet att, om det iakttog
sträng neutralitet, skulle hela dess statsområde, utom
Manchuriet, skonas från kriget och efter dess slut
inga landavträdelser fordras av detsamma. I freden i Portsmouth (3:e art.) bestämdes också, att hela Manchuriet, utom den av Ryssland 1898 arrenderade
delen, som övertogs av Japan, skulle återlämnas
till Kina att förvaltas med full suveränitet.

### Den sena reformrörelsen
De japanska segrarna under detta krig återverkade som en väckelse på Kinas folk. Reformpartiet fick ny vind i seglen, dess ledare var Yuan Shikai, men även änkekejsarinnan Cixi slöt sig till detsamma. Den nya andan visade sig redan i den bojkott av amerikanska varor, som 1 905 etablerades som svar på skärpningen i USA av invandringsförbudet mot kineser, och i det allmänna kravet (1906), att Kina skulle självt bygga sina järnvägar och inte lämna utlänningar koncession på dem.
Kejsaren medgav i september 1906 i princip nödvändigheten av att införa en folkrepresentation, så snart reformer inom förvaltningen och finansväsendet skapat en fast grund för en sådan, och parlamentet skulle sammanträda 1916. Under tiden skulle i varje provins ett "folkråd" inrättas. En omläggning av centralförvaltningen genomfördes 1906, varvid bland annat den dittills iakttagna regeln, att av regeringskollegiernas medlemmar ena hälften skulle vara kineser, den andra manchuer, upphävdes.
Studiekommissioner sändes till Europa för att studera dess författning och förvaltning, skolfrågor, handelsordning med mera, och resultatet av dessa studier ledde till flera reformer, bland annat åtgärder mot opiummissbruket, förändringar undervisningsväsendet, omorganisation av armén och flottan och utkast till en ny strafflag.
Mot utlandet uppträdde regeringen med stor självständighet. Suveräniteten i Manchuriet upprätthölls strängt, även mot Japan uppträdde regeringen med kraft. Hela Kina jublade, då ett japanskt fartyg, som sökte smuggla in vapen, beslagtogs (1907), och då japanerna protesterade blev svaret en bojkott av japanska varor. För att tydliggöra att Kina i detta reformarbete inte var i beroende av utlandet, upphävdes 1908 ett beslut från 1899, enligt vilket de utländska missionärerna fick prefekts eller guvernörs rang.
Den nya administrationen var i högsta instans delad på ett flertal råd och ministerier enligt ett beslut från 6 november 1906. Det högsta rådet (Junjichu)och det stora sekretariatet (Neige) fortsatte att vara de högsta regeringsorganen (se ovan).
Den gamla indelningen i sex ministerier upphävdes och de nya ministerierna var för 
1. utrikes ärenden (Waiwubu 外務部)
2. den civila tjänsten (Libu 吏部)
3. den inre förvaltningen (Minzhengbu 民政部),
4. finanserna (Duzhibu 度支部)
5. ceremonier (Libu 禮部)
6. krigsärenden (Lujunbu  陸軍部)
7. rättsväsendet (Fabu 法部)
8. jordbruk, industri och handel (Nonggongshang bu 農工商部)
9. kolonierna (lydländerna, Lifanbu 理藩部)
10. hovet (Neiwubu 內務部)
11. kejserliga arkiven (Zongrenbu 宗人部)
12. den allmänna undervisningen (Xuebu 學部)
13. kommunikationsväsendet (Youchuanbu 郵傳部).

Dessutom fanns astronomiska byrån (Qintianjian 欽天監), vetenskapsakademien (Hanlinyuan), för vård av den klassiska litteraturen censorskollegiet (Duchayuan 督察院), under vilket censorer i provinserna lod, dess medlemmar hade rätt att i varje ärende göra föreställningar hos kejsaren, kejserliga stallen (Luanyiwei 鑾儀衛) och revisionsdomstolen
(Daliyuan 大理院). Riksrådet (Huiyi zhengwuchu 會議政務處), som sammanträder endast vid vissa tillfällen, består av statsrådets medlemmar, medlemmarna i storsekretariatet 
och ministeriernas presidenter.
År 1908 dog Guangxu-kejsaren och en dag senare avled änkekejsarinnan Cixi, som i 50 år varit den bestämmande viljan inom regeringen. Den nye kejsaren Puyi föddes 1906 och regeringen fördes av hans far, prins Chun. I oktober 1909 utfärdade denne ett dekret, som närmare bestämde, hur de båda kamrarna skulle sammansättas i den blivande
representationen. I samma månad sammanträdde första gången de folkvalda råden i de olika provinserna.

## Qing-dynastins fall
Efter undertryckandet av Kang Youweis reformrörelse och tumultet i samband med boxarupproret stod den kejserliga Qing-regeringen under hårt tryck att genomföra politiska reformer. Regeringens reformansatser efter tronskiftet 1908 var dock trevande och gav inte intryck av uppriktighet. Yuan Shikai avskedades från alla sina ämbeten i januari 1909, och den länge i utsikt ställda riksförsamling, som skulle förbereda tillkomsten av en författning och öppnades 3 oktober 1910, kom snart i konflikt med regeringen, vilken förgäves sökte lugna reformvännerna genom att 4 november samma år utlova upprättandet av ett parlament inom tre år.
Befolkningens stora massa var tämligen likgiltig för politiska frågor, men gav regeringen skulden för den nöd, som översvämningar och hungersnöd vållat, samt för de ökade ekonomiska bördor, som blivit en följd av skadeståndsutbetalningarna för boxarupproret och av de utländska lånens amortering. Regeringens maktlöshet mot utländsk inblandning ökade dess impopularitet, vilken även sammanhängde med att dynastin och de inflytelserika hovkretsarna var av främmande, manchurisk, härkomst.
En militärrevolt i Wuchang den 10 oktober 1911 blev startskottet till en landsomfattande revolution som i februari 1912 tvingade den siste kejsaren, Puyi, att abdikera varpå Republiken Kina utropades.